# Coenotephria macidata
Coenotephria macidata là một loài bướm đêm trong họ Geometridae.